# Mistrzostwa Polski w Boksie 1980
51. Mistrzostwa Polski w boksie mężczyzn odbyły się w dniach 3-10 maja 1980 roku w Gdańsku.

## Medaliści
| Kategoria:                        | Złoto:                                  | Srebro:                                | Brąz:                                                                      |
| waga papierowa (do 48 kg)         | Henryk Pielesiak (Gwardia Łódź)         | Zbigniew Ciota (Gwardia Wrocław)       | Janusz Kluba (Carbo Gliwice) Ryszard Majdański (Stal-Stocznia Szczecin)    |
| waga musza (do 51 kg)             | Ryszard Czerwiński (Czarni Słupsk)      | Leszek Błażyński (Szombierki Bytom)    | Henryk Średnicki (GKS Jastrzębie) Wojciech Zamora (Walka Zabrze)           |
| waga kogucia (do 54 kg)           | Sławomir Zapart (Błękitni Kielce)       | Andrzej Danielak (GKS Jastrzębie)      | Mariusz Bonek (Zawisza Bydgoszcz) Leszek Borkowski (Gwardia Łódź)          |
| waga piórkowa (do 57 kg)          | Krzysztof Kosedowski (Legia Warszawa)   | Krzysztof Kikowski (Zawisza Bydgoszcz) | Włodzimierz Michalik (GKS Jaworzno) Ryszard Wędziński (Czarni Słupsk)      |
| waga lekka (do 60 kg)             | Leszek Kosedowski (Stoczniowiec Gdańsk) | Kazimierz Adach (Czarni Słupsk)        | Andrzej Leski (Gwardia Łódź) Zbigniew Parkoła (Walka Zabrze)               |
| waga lekkopółśrednia (do 63,5 kg) | Bogdan Gajda (Legia Warszawa)           | Kazimierz Szczerba (Legia Warszawa)    | Czesław Sławiński (Gwardia Warszawa) Tadeusz Stęplewskii (Błękitni Kielce) |
| waga półśrednia (do 67 kg)        | Aleksander Brydak (Stal Rzeszów)        | Piotr Bobrowski (Stoczniowiec Gdańsk)  | Marek Okroskowicz (Szombierki Bytom) Zenon Świderski (Widzew Łódź)         |
| waga lekkośrednia (do 71 kg)      | Zygmunt Gosiewski (GKS Jastrzębie)      | Andrzej Krysiak (Gwardia Łódź)         | Krzysztof Frąszczak (Wybrzeże Gdańsk) Mirosław Kuźma (Zawisza Bydgoszcz)   |
| waga średnia (do 75 kg)           | Marek Ejsmont (Stoczniowiec Gdańsk)     | Jerzy Rybicki (Gwardia Warszawa)       | Adam Koźlik (Zawisza Bydgoszcz) Jerzy Ozimek (Błękitni Kielce)             |
| waga półciężka (do 81 kg)         | Janusz Gortat (Legia Warszawa)          | Janusz Czerniszewski (Legia Warszawa)  | Paweł Kubis (Gwardia Łódź) Jerzy Miłowicki (Olimpia Poznań)                |
| waga ciężka (powyżej 81 kg)       | Grzegorz Skrzecz (Gwardia Warszawa)     | Czesław Dawiec (Stoczniowiec Gdańsk)   | Kazimierz Folta (Zagłębie Lubin) Władysław Wydra (Stal Rzeszów)            |